# Hans-Joachim Kalendrusch
Hans-Joachim Kalendrusch (* 6. Januar 1939 in Weidenberg (Ostpr.), Landkreis Tilsit-Ragnit) ist ein deutscher Politiker (Ost-CDU, CDU).

## Leben
Kalendrusch besuchte die Grundschule und machte eine Ausbildung als Facharbeiter bei der Deutschen Reichsbahn. Danach folgte eine Ingenieurausbildung dort. Ein Studium der Wirtschaftswissenschaften an der Universität Rostock schloss er mit dem Diplom ab. Er arbeitete langjährig im Verkehrswesen (Reichsbahn, Kraftverkehr, Kfz-Instandhaltung). 1978 wurde er Ökonomischer Leiter im VEB Metallwerkstätten.
Seit 1980 war Mitarbeiter im Rat des Bezirkes des Bezirks Rostock und dort ab 1981 als Mitglied des Rates in der Stellung eines Abteilungsleiters Erholungswesen verantwortlich für Handel und Tourismus. In dieser Funktion gab er der Ostberliner National-Zeitung am 30. Januar 1984 ein Interview. Die Ostseeküste stellte für den DDR-Bürger den einzigen preiswerten und leicht erreichbaren Zugang zu Sonne und Meer dar, weswegen sie die größte zusammenhängende Erholungslandschaft der DDR war und mit rund 3,5 Millionen Urlaubern in den 1980er Jahren auch die meistbesuchte. Kalendrusch verwies auf die weitgehende Auslastung der mehr als 1.000 betrieblichen Erholungseinrichtungen, die im Jahr 1983 62.000 zusätzlich bereitgestellten Reisen im Vergleich zu 1982 und auf die 33.000 zusätzlichen Camper auf den Zeltplätzen an See und Bodden in der Vor- und Nachsaison.
Seit 1982 war er Stellvertreter des Vorsitzenden des Rates des Bezirkes. Von seinem Büro aus gab es „eine Telefonverbindung direkt ins Ministerium für Staatssicherheit in Ost-Berlin.“ Dennoch galt er als unbelastet und konnte seine politische Karriere bis zum Rücktritt des Ministerpräsidenten Alfred Gomolka am 16. März 1992 ungehindert fortsetzen.

## Politik
1969 trat er in die Blockpartei CDU ein. Er war dort 1972 bis 1990 Ortsgruppenvorsitzender und seit seiner Konstituierung auf der 15. Bezirksdelegiertenkonferenz des Bezirksverbands 01 Rostock am 18. September 1982 Mitglied des Bezirksvorstandes Rostock (als Nachfolger für Adolf Knipper). In dieser Funktion wurde er durch die 16. Bezirksdelegiertenkonferenz am 15. Juni 1985 und durch die 17. Bezirksdelegiertenkonferenz am 5. Mai 1987 bestätigt.
Seit 1988 war Kalendrusch ehrenamtlicher stellvertretender Vorsitzender des Bezirksverbandes Rostock der CDU. Als Berichterstatter für den Bezirksverband Rostock nahm er auch an Sitzungen des Hauptvorstandes der CDU-Ost teil. Der Bezirksvorsitzende des Bezirksverbandes 01 Rostock war Dieter Klemm, weitere Mitglieder des Bezirkssekretariates Rostock waren Heinz-Peter Scholz, Udo Klusmeyer, Ernst-Friedrich Lohff und Xaver Kugler. 1976 bis 1990 war Kalendrusch Mitglied im Bezirkstag Rostock.
Am 20. Dezember 1989 nahm Kalendrusch an einer Sitzung des erweiterten Bezirksvorstandes Rostock der CDU teil, auf der der Sonderparteitag der CDU ausgewertet und eine Vergrößerung Untersuchungsausschuss des Bezirksvorstandes beschlossen wurde. Nach wie vor saßen aber dennoch die alten Mitglieder des Bezirkssekretariates Rostock im Bezirksvorstand.
Aus dem Bestreben einer Länderneubildung in Ostdeutschland wurde der CDU-Landesverband Mecklenburg-Vorpommern bereits am 3. März 1990 gegründet, also noch vor den Wahlen zur neuen (und letzten) Volkskammer der DDR am 18. März 1990.
Nach den Kommunalwahlen am 6. Mai 1990 waren die Bezirkstage die einzigen nicht demokratisch legitimierten Regierungsorgane. Aus diesem Grund beschloss die Volkskammer am 17. Mai 1990 das Ende der Legislaturperiode der Bezirkstage zum 31. Mai 1990. Gleichzeitig setzte die Volkskammer sogenannte Regierungsbevollmächtigte ein. Diese sollten die Regierbarkeit der Bezirke sichern und die ersten Schritte zur Umsetzung einer umfassenden kommunalen Verwaltungsreform einleiten. Die Amtsperiode der Regierungsbevollmächtigten sollte bis zu den ersten Landtagswahlen dauern. Faktisch endet die Amtsperiode jedoch schon mit dem Inkrafttreten des Einigungsvertrages am 3. Oktober 1990. Das Vorschlagsrecht für die Regierungsbevollmächtigten erhielten die Bezirksgeschäftsstellenleiter der Parteien, die bei den Volkskammerwahlen in den entsprechenden Bezirken die meisten Stimmen erhalten haben. Im Bezirk Rostock war dies die CDU, wo Kalendrusch seit 1988 stellvertretender Vorsitzender des Bezirksvorstandes war.
Am 5. Juni 1990 wurde vom Ministerpräsidenten der DDR eine Verfügung über Stellung, Aufgaben und Befugnisse der Regierungsbevollmächtigten erlassen. Am 6. Juni 1990 fasste der Ministerrat den Beschluss über die Besetzung der Funktionen Regierungsbevollmächtigte in den Bezirken. Den Kandidaten wurde gleichen Tages der Beschluss des Ministerrates schriftlich mitgeteilt. Am 8. Juni 1990 wurden sie in Berlin durch den Minister im Amt des Ministerpräsidenten, Klaus Reichenbach, im Namen des Ministerpräsidenten Lothar de Maizière zu Regierungsbevollmächtigten ernannt. Allerdings wurden nur die Vorsitzenden der Räte der Bezirke durch die Regierungsbevollmächtigten ersetzt, die alten exekutiven Staats- und Verwaltungsapparate, d. h. die alten Machtapparate, blieben in den Bezirken bis zu den Landtagswahlen und teilweise bis zur Bildung der Länderbehörden erhalten.
Hans-Joachim Kalendrusch trat am 8. Juni 1990 für den Bezirk Rostock sein Amt als Regierungsbevollmächtigter mit erweiterten Machtbefugnissen an. Damit wurde beim Rat des Bezirkes Rostock lediglich der Vorsitzende durch seinen Stellvertreter ersetzt, alles andere blieb beim Alten.
Die Regierungsbevollmächtigten waren gegenüber dem Ministerpräsidenten verantwortlich und rechenschaftspflichtig. Ihre Aufgaben waren u. a. die Verwirklichung der Verwaltungsreform und die Unterstützung der Wirtschaftsreformen auf lokaler Ebene. Dazu hatten sie u. a. folgende Befugnisse: Festlegung der Richtlinien, nach denen die bezirkliche Verwaltungsbehörde geführt wird, Weisungsrecht gegenüber Landräten und Bürgermeistern, Erlassen von Verwaltungsvorschriften und Einspruchsrecht gegen Verwaltungsentscheidungen von Ministerien, die Angelegenheiten des Bezirkes betrafen. Nicht zuletzt lag es in der Verantwortung der Regierungsbevollmächtigten Menschen zu rehabilitieren, zu unterstützen, welche durch die DDR Unrecht erlitten hatten. Ab dem 6. September 1990 gab es dazu ein Rehabilitierungsgesetz der Volkskammer. Es ist kein Fall bekannt, in dem sich Kalendrusch für Verfolgte eingesetzt hätte, obwohl nach § 38 dieses Gesetzes Rehabilitierte Anspruch auf eine bevorzugte Einstellung und Vermittlung hatten. Stattdessen unterstützte er seine Vertrauten oder wie im Falle der großen Sowjetliegenschaften auf der Ostsee-Halbinsel Wustrow bei Wismar auch noch die Sowjets und zwei alte SED-Größen. Das Rehabilitierungsgesetz der Volkskammer wurde mit der Deutschen Wiedervereinigung von der BRD größtenteils kassiert und in dieser Qualität bis heute nicht wieder erreicht. Kalendrusch hat als Regierungsbevollmächtigter in seinem Verantwortungsbereich alles dafür getan, dass die in der DDR Verfolgten, Diskriminierten und in ihren Rechten schwer beeinträchtigten Bürger nicht vom verhältnismäßig positiven Volkskammerrehabilitierungsgesetz profitieren konnten.
Am 3. August 1990 wurde Kalendrusch in Vorbereitung der Neugründung des Landes Mecklenburg-Vorpommern von dem Ministerpräsidenten der DDR Lothar de Maizière zum Landessprecher der Regierungsbevollmächtigten für die Bezirke Neubrandenburg (Martin Brick), Rostock und Schwerin (Georg Diederich) ernannt. Am 5. September 1990 wurde er Landesbeauftragter für Mecklenburg-Vorpommern.
Mit der deutschen Wiedervereinigung am 3. Oktober 1990 erfolgte die Neugründung des Landes Mecklenburg-Vorpommern aus den Bezirken Neubrandenburg, Rostock und Schwerin, so dass Kalendrusch als Sprecher der Regierungsbevollmächtigten für die Bezirke zum Landesbevollmächtigten des Landes Mecklenburg-Vorpommern ernannt wurde.
Bei der Landtagswahl in Mecklenburg-Vorpommern am 14. Oktober 1990 wurde er als Direktkandidat im Wahlkreis 16 (Rostock IV) in den Landtag Mecklenburg-Vorpommern gewählt. Am 27. Oktober 1990 wurde Alfred Gomolka (CDU) im Landtag zum Ministerpräsidenten gewählt. Ab dem 28. Oktober 1990 amtierte die Schwarz-gelbe Koalition des Kabinetts Gomolka als Vorläufige Landesregierung (bis zum 8. Dezember 1994), so dass Kalendrusch sein Amt als Landesbevollmächtigter verlor.
Im Kabinett Gomolka wurde er dafür 1991 Parlamentarischer Staatssekretär beim Ministerpräsidenten mit dem Novum in Landesregierungen, diesen auch im Parlament und in der Regierung vertreten zu dürfen. Gomolka zielte beim Besetzen der Ministerposten […] auf eine Adaption der bestehenden Machtverhältnisse. Exemplarisch dafür zu nennen sind die ehemaligen Bezirksbevollmächtigten Georg Diederich und Hans-Joachim Kalendrusch, welche im Kabinett die Schlüsselpositionen des Innenministers und des Parlamentarischen Staatssekretärs ausübten. Gomolka und Kalendrusch waren seit 1960 bzw. 1969 Mitglieder im Bezirksverband Rostock der CDU und kannten sich auch aus den Sitzungen des Hauptvorstandes der CDU, der Gomolka zum 15. Februar 1984 zum stellvertretender Abteilungsleiter Abteilung Kirchenfragen Sekretariat Hauptvorstand berufen hatte (Abberufung am 1. Juni 1984).
Als Parlamentarischer Staatssekretär wurden ihm Kompetenzüberschreitungen, Unregelmäßigkeiten und zwielichtige Immobiliengeschäfte auch schon aus seiner Zeit als Regierungsbevollmächtigter mit erweiterten Machtbefugnissen vorgeworfen. So schanzte er im August 1990 unter Nutzung seiner Adresse und seines Telefonanschlusses als Regierungsbevollmächtigter dem Hamburger Immobilienmakler Hans-Werner Mix noch nachträglich Ansprüche auf 3,42 Prozent von der 10fachen Jahresmiete für die bereits erfolgte Vermietung von 26 HO- und Konsum-Kaufhallen an Spar, Rewe, Aldi, Edeka und Nordkauf zu. Allein für drei Edeka-Märkte in Rostock machte das 136.088,64 DM aus, die nach Hamburg flossen. Ein gutes Geschäft für die Vermittlung für ein paar Adressen. Die Nutzung der Sowjetliegenschaften auf der Ostsee-Halbinsel Wustrow bei Wismar wurden auf die Initiative des Regierungsbevollmächtigten noch ganz kurz vor der Wiedervereinigung am 3. Oktober 1990 einer zu gründenden „Hotel- und Tourismus GmbH“ zugesprochen. Dennoch wurde er auch noch offiziell zum Regierungsbevollmächtigter des Landes Mecklenburg-Vorpommern für den Abzug der Sowjettruppen ernannt.
Am 16. März 1992 erklärte Gomolka seinen Rücktritt vom Amt des Ministerpräsidenten, am 19. März wurde der bisherige Generalsekretär der CDU Mecklenburg-Vorpommern Berndt Seite vom Landtag zu seinem Nachfolger gewählt. Damit verlor auch Kalendrusch sein Amt. Nachfolgerin in der Funktion als Staatssekretärin und Chefin der Staatskanzlei wurde Gabriele Wurzel, bis 1991 Staatssekretärin im Innenministerium des Landes Rheinland-Pfalz.

## Privates
Hans-Joachim Kalendrusch ist evangelisch. Er ist geschieden und hat zwei bereits erwachsene Kinder.
Nach dem Ausscheiden aus der Politik wurde er am 5. Juni 1993 zum Geschäftsführer der am 5. November 1991 gegründeten DASTUMA GmbH Dach-, Baustoffe- und Maschinenhandel in Bentwisch (Landkreis Rostock) bestellt, die er ab diesem Zeitpunkt allein vertrat. Der Gegenstand des Unternehmens war die Beratung im Bereich und der Vertrieb von Dachbaustoffen, Baumaterialien und Maschinen sowie Lohnarbeit jeder Art. Die Löschung der Gesellschaft erfolgte am 30. Oktober 2006.
Des Weiteren wurde Hans-Joachim Kalendrusch am 5. Mai 1995 als einer von drei weiteren Geschäftsführern der ABBAS -- Abriß- Bau- Sanierungs GmbH in Rostock bestellt. Der Gegenstand des Unternehmens war Abriß, Durchführung von Bauleistungen und Sanierung Vermittlungsgeschäfte aller Art, Vertriebsgeschäfte aller Art, ausgenommen erlaubnispflichtige Tätigkeiten. Über das Vermögen der Gesellschaft wurde 1996 durch Beschluss des Amtsgerichts Rostock die Gesamtvollstreckung eröffnet und damit die Gesellschaft zunächst aufgelöst; das Gesamtvollstreckungsverfahren wurde aber im Jahr 2000 durch Beschluss des Amtsgerichts Rostock wieder eingestellt – die endgültige Löschung der Gesellschaft erfolgte dann am 16. November 2006. Kalendrusch blieb bis zuletzt Geschäftsführer.